# Aseptis characta
Aseptis characta är en fjärilsart som beskrevs av Augustus Radcliffe Grote 1880. Aseptis characta ingår i släktet Aseptis och familjen nattflyn. Inga underarter finns listade i Catalogue of Life.

## Bildgalleri

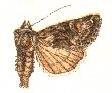